# Bernard Zweers
Bernardus Josephus Wilhelmus (Bernard) Zweers (Amsterdam, 18 mei 1854 – aldaar, 9 december 1924) was een Nederlandse componist en dirigent.

## Levensloop
Zweers werd geboren als zoon van een muziekhandelaar en was in het begin autodidact. Sinds zijn vroege jeugd had hij last van tinnitus (oorsuizen). Desondanks begon hij als 14-jarige met het componeren van kamermuziek. Bepalend voor zijn muzikale ontwikkeling was het bijwonen van de Berlijnse première van de Ring des Nibelungen van Wagner in 1881. Na de voltooiing van zijn eerste symfonie kreeg hij de gelegenheid in de leer te gaan bij Salomon Jadassohn in Leipzig, die hem contrapunt bijbracht. Na zijn terugkeer in Amsterdam was hij van 1885 tot 1922 leraar harmonie en compositie aan het Amsterdamsch Conservatorium en de Muziekschool van Toonkunst. Tot de vele Nederlandse componisten die hij heeft opgeleid, behoren Hendrik Andriessen, Sem Dresden, Bernhard van den Sigtenhorst Meyer, Willem Landré, Rosy Wertheim, Leo Smit, Evert Cornelis, Daniël Ruyneman en John Brookhouse McCarthy. Ook was hij dirigent van diverse zangkoren, maar door zijn toenemende doofheid heeft hij dat maar enkele jaren kunnen volhouden.
Zweers streefde ernaar een nationale Nederlandse toonkunst tot stand te brengen en maakte in zijn vocale werken dan ook uitsluitend gebruik van Nederlandse teksten, onder meer van de hand van Nicolaas Beets en J.J.L. ten Kate. Later in zijn leven gaf hij vooral de voorkeur aan gedichten van P.C. Boutens. Zijn echtgenote was de zangeres Dora de Louw en voor haar schreef hij een groot aantal liederen.
Verschillende door hem gecomponeerde liederen werden opgenomen in de liedbundel Kun je nog zingen, zing dan mee (1906), waaronder een danslied en twee sinterklaasliederen. Door de populariteit en lange drukgeschiedenis van dit liedboek (41e druk in 1986) bleven dit decennialang in ruime kring bekende liedjes. Het gaat onder meer om teksten van A.L. de Rop en W. Meerwaldt.

## Aan mijn Vaderland
Zijn derde symfonie Aan mijn Vaderland, een werk van epische proporties, geldt als zijn verreweg beste compositie, een Nederlandse pendant van Smetana's Má Vlast. Deze 'nationale' symfonie is een uiting van vaderlandsliefde. De première van de eerste drie delen vond plaats op 23 maart 1888 onder zijn eigen leiding in de Amsterdamse Stadsschouwburg dankzij het ijveren van een comité waarvan Frans Coenen, Daniël de Lange en Henri Viotta deel uitmaakten. In 1890 speelde het Concertgebouworkest o.l.v. Willem Kes de inmiddels complete vierdelige symfonie, die vervolgens een vast repertoirestuk werd van dit orkest onder Willem Mengelberg.
In 1907 publiceerde de Leidse professor Pieter Blok het laatste deel van zijn Geschiedenis der Nederlanders, aan de kunsten gewijd. Echter, hij negeerde volkomen de muziek, en beweerde dat Nederlandse muziek absoluut geen "nationaal karakter" bezat. De componist Johan Wagenaar publiceerde een reactie, waarin hij postuleerde dat de "ware" Nederlandse muziek kon worden gekarakteriseerd door een "simpele, spirituele of stevige melodie, door een gevoel van het gezellige en rustig gevoelige, een scherp ritme en, tot slot, gevoel voor humor." Wagenaar noemde twee werken als voorbeeld: Peter van Anrooys Piet Hein-Rhapsodie, een orkestrale potpourri gebaseerd op het bekende volksliedje over de 17e-eeuwse zeeheld, en Bernard Zweers’ reeds genoemde Derde Symfonie, ondertiteld "Aan mijn Vaderland". Zweers kon inderdaad de duidelijkst nationalistische van alle Nederlandse componisten worden genoemd. Niet in die zin dat hij, zoals zovele andere Europese componisten, hij zijn muziek uitsluitend op volksmuziek baseerde, maar meer in de toepassing van nationale thema's.
Zijn composities verschenen onder meer bij Muziekuitgeverij A.A. Noske. Na zijn dood is Zweers' muziek snel vergeten, maar van zijn drie symfonieën zijn wel plaatopnamen gemaakt.

## Composities

### Orkestwerken
- Symfonie nr. 1 in D majeur (1881)
- Symfonie nr. 2 in Es majeur (1882 - 1883)
- Symfonie nr. 3 in Bes majeur "Aan mijn Vaderland" (1888 - 1890)
- Toneelmuziek bij Gysbrecht van Aemstel van Vondel (1892).
- Ouverture Saskia (1906), geschreven naar aanleiding van een Rembrandt-tentoonstelling

### Vocale werken
- Missa quatuor vocibus (1877; mannenkoor en orgel)
- Ballade Winnend verlies (1879; koor en orkest)
- Cantate De Kosmos (1883)
- Vrijheid (1884)
- Ons Hollandsch (1885)
- Sint Nicolaasfeest (1890; cantate voor soli, kinderkoor en orkest)
- Kroningscantates (1897 - 1898; geschreven naar aanleiding van de inhuldiging van Koningin Wilhelmina)
- Leo-cantate (1902)
- Aan de schoonheid (1909; met soli en orkest op tekst van P.C. Boutens)
- Wijzangen (1914; sopraan en blaaskwintet, op tekst van Rabindranath Tagore, vertaald door Frederik van Eeden)
- Harte en land (1924; sopraan en piano, op tekst van Boutens)

## Discografie
- Symfonie nr. 1: Radio Kamer Orkest o.l.v. Ed Spanjaard. Sterling CDS 1068-2.
- Symfonie nr. 2: Radio Symfonie Orkest o.l.v. Antoni Wit. Sterling CDS 1061-2.
- Symfonie nr. 3: Residentie Orkest o.l.v. Hans Vonk. Olympia OCD 503 / Sterling CDS 1088-2.
- Gijsbrecht-suite: Radio Filharmonisch Orkest o.l.v. Lucas Vis. Sterling CDS 1061-2.
- Ouverture Saskia: Radio Filharmonisch Orkest o.l.v. Jean Fournet. Sterling CDS 1061-2.

## Trivia
- Zweers toonde van tijd tot tijd ook zijn gevoel voor humor. Tijdens een vergadering van de Nederlandse Toonkunstenaars Vereeniging stond Zweers' Tweede Symfonie op het programma samen met Wouter Hutschenruyters Concert-ouverture. Vlak voor het concert, klampte Hutschenruyter Zweers aan om hem te zeggen hoezeer hij had genoten van de repetitie van zijn symfonie. Na een moment van stilzwijgen antwoordde Zweers: "Mijnheer, ik heb uw ouverture niet gehoord, maar ik ben er zeker van dat mijn symfonie hoger staat." Verbijsterd door dit kennelijke toonbeeld van artistieke arrogantie was Hutschenruyter sprakeloos, totdat Zweers in lachen uitbarstte: “Uiteraard, omdat uw ouverture in D is, terwijl mijn symfonie in Es is geschreven!".

Haendel · Lulli · Scarlatti · Mozart · Cherubini · Weber · Berlioz · Chopin · Liszt · Wagner · Gounod · Reincken · Schuijt · Obrecht · Sweelinck · Orl. Lassus · Clemens n.P. · Wanning · Brahms · Rubinstein · Niels Gade · Verhulst · Schumann · Mendelssohn · Schubert · Spohr · Beethoven · Haydn ·  Bach · Strawinsky · Pijper · Ravel · Reger · Wagenaar · Tschaikovsky · Zweers · Bruckner · Mahler · Franck · Diepenbrock · Debussy · Dopper · Richard Strauss · Röntgen · Bartók · Dvořák
- Bibliothèque nationale de France: cb13959491k (data)
- Biografisch Portaal: 08483919
- CiNii: DA13265700
- Gemeinsame Normdatei: 173998992
- International Standard Name Identifier: 0000 0000 8354 4580
- Library of Congress Control Number: n83066242
- MusicBrainz: f7ae7d53-cf71-4826-8e99-491d51bd8464
- Nederlandse Thesaurus van Auteursnamen: 070044171
- Réseau des bibliothèques de Suisse occidentale: 02-A004003770
- Système universitaire de documentation: 252675711
- Virtual International Authority File: 7580809
- WorldCat: E39PCjyg88VTm3wW6wfvBWVxKq